# Otto von Aschoff
Otto Friedrich Gustav Adolf von Aschoff (* 9. Januar 1871 in Fraustadt; † 16. Juni 1930 in Berlin-Schlachtensee) war ein preußischer Landrat im Landkreis St. Wendel.

## Leben
Otto von Aschoff war ein Sohn von Friedrich Heinrich Karl von Aschoff (1830–1899), einem Oberstleutnant, und dessen Ehefrau Margarete Elisabeth Marie Eleonore Friederike von Opell (1845–1906). Nach dem Besuch des Humanistischen Gymnasiums in Wiesbaden und der abgelegten Reifeprüfung im Jahr 1880 absolvierte er von 1880 bis 1883 ein Studium der Rechtswissenschaften in Tübingen, Straßburg und Marburg. Am 16. Dezember 1893 legte er sein Referendarexamen in Kassel ab, wurde am 29. Dezember 1893 Gerichtsreferendar und begann eine Ausbildung beim Amtsgericht Rüdesheim, sowie beim Landgericht und der Staatsanwaltschaft Wiesbaden. Am 15. April 1896 zum Regierungsreferendar ernannt, nahm er eine Tätigkeit bei der Regierung Wiesbaden auf. Nach Ablegung der Großen Staatsprüfung am 25. März 1899 wurde er Hilfsarbeiter beim Landratsamt Meseritz, von wo er am 2. April 1901 zur Regierung Minden wechselte. Nach seinem Wechsel zur Regierung Düsseldorf am 1. Juli 1903 wurde er am 1. April 1906 zum kommissarischen Landrat (definitive Ernennung 28. September 1906) des Landkreises St. Wendel ernannt. Im Jahr 1917 wurde er Hilfsarbeiter im Preußischen Ministerium für Landwirtschaft, Domänen und Forsten in Berlin und im Weiteren per Bestallung vom 25. Juli 1918 zum Vortragenden Rat mit der Charakterisierung als Geheimer Regierungsrat ernannt. Zuletzt stand er im Rang eines Ministerialrats.

## Familie
Otto von Aschoff heiratete am 30. April 1900 in Wiesbaden Eva Anna Marie Chuchul (* 5. Juli 1880 in Kassel), Tochter des Staatsanwalts und späteren Landgerichtspräsidenten Paul Chuchul und dessen Ehefrau Anna, geb. Sack. Tochter Ilse Margarete Anna von Aschoff wurde am 24. Januar 1902 in Minden geboren. Tochter Herta Luise wurde am 6. November 1904 in Wiesbaden geboren. Beide waren mit Gutsbesitzern verheiratet. Die Witwe Eva von Aschoff lebte in Berlin.